# Чапаево (Тюменская область)
Чапа́ево — посёлок в Абатском районе Тюменской области России. Входит в состав Ленинского сельского поселения.

## География
Посёлок находится в юго-восточной части Тюменской области, в лесостепной зоне, в пределах Ишимской равнины, на расстоянии примерно 35 км (по прямой) к югу от села Абатское, административного центра района. Абсолютная высота — 129 м над уровнем моря.

## Население
| 1989 | 2002 | 2010 |
| ---- | ---- | ---- |
| 50   | ↗71  | ↘48  |

Гендерный состав
По данным Всероссийской переписи населения 2010 года в гендерной структуре населения мужчины составляли 50 %, женщины — соответственно также 50 %.
Национальный состав
Согласно результатам переписи 2002 года, в национальной структуре населения русские составляли 62 %, немцы — 31 % из 71 чел.

## Улицы
Уличная сеть посёлка состоит из одной улицы (ул. Степная).